# 天蓋螺亞科
天蓋螺亞科（學名：Diodorinae）是腹足纲软体动物裂螺科之下的一個亞科。原為天蓋螺族（Diodorini），由Aktipis S.W., Boehm E. & Giribet G. (2011)把升級。但WoRMS最近把本亞科併入至其他分類中，未有仔細說明依據，

## 分類

### 屬
本亞科包括下列各屬：
- Cosmetalepas（英语：Cosmetalepas） Iredale（英语：Tom Iredale）, 1924
- 天蓋螺屬 Diodora J. E. Gray, 1821[3]：本亞科的模式属。
- Fissurellidea（英语：Fissurellidea） d'Orbigny, 1839
- Lucapina（英语：Lucapina） Gray in G. B. Sowerby I, 1835：分佈於西非大西洋東岸的佛德角[4]
- Megathura（英语：Megathura） Pilsbry（英语：Henry Augustus Pilsbry）, 1890
- Monodilepas（英语：Monodilepas） Finlay（英语：Harold John Finlay）, 1927

異名：
- Austroglyphis Cotton & Godfrey, 1934：被認為是天蓋螺屬（Diodora Gray, 1821）的異名
- Capiluna Gray, 1857：被認為是天蓋螺屬（Diodora Gray, 1821）的異名
- Elegidion Iredale, 1924：被認為是天蓋螺屬（Diodora Gray, 1821）的異名
- Fissurellidaea：拼寫錯誤，被認為是Fissurellidea（英语：Fissurellidea） d'Orbigny, 1839的異名
- Fissuridea Swainson, 1840：被認為是天蓋螺屬（Diodora Gray, 1821）的異名
- Foraminella G. B. Sowerby I, 1835: synonym of Lucapina（英语：Lucapina） Gray in G. B. Sowerby I, 1835 (Not available: introduced in synonymy; placed in synonymy of Lucapina by First Reviser's choice by Thiele, 1929)
- Glyphis Carpenter, 1857：次異名，被認為是天蓋螺屬（Diodora Gray, 1821）的異名。
- Megatebennus Pilsbry, 1890：被認為是Fissurellidea（英语：Fissurellidea） d'Orbigny, 1839的異名

## 外部連結
- 維基物種上的相關：天蓋螺亞科